# Joop Geurts

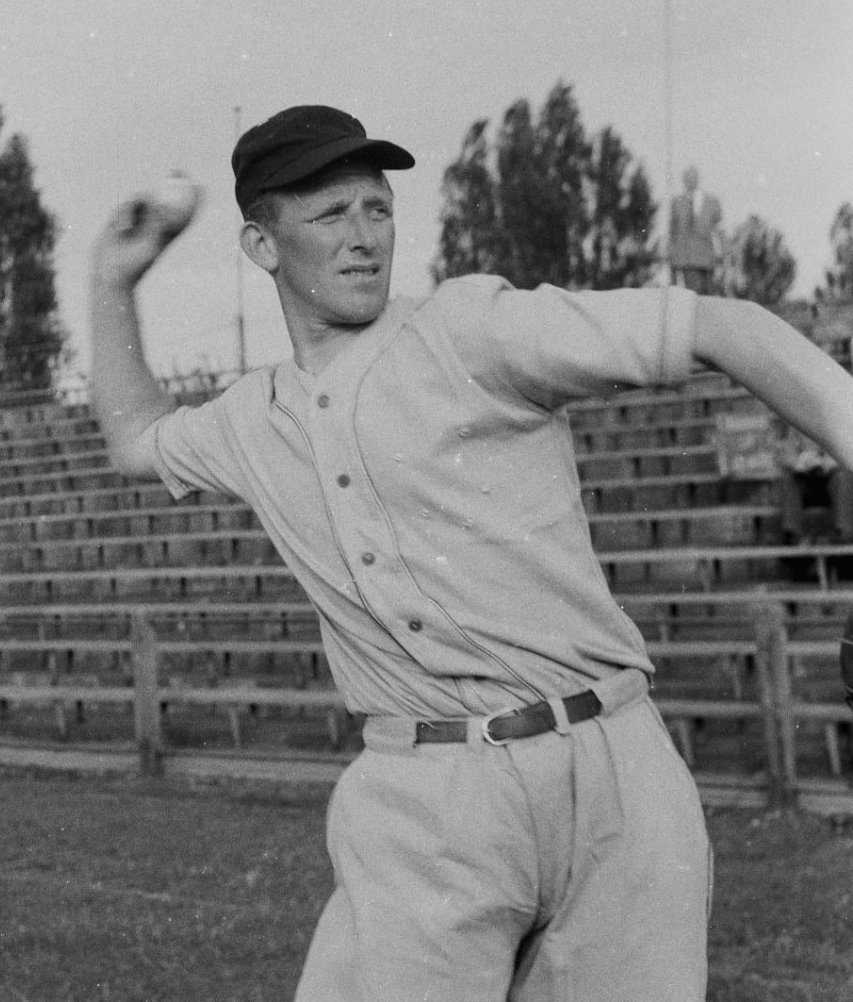
Geurts in 1957

Johannes Marinus ("Joop") Geurts (Haarlem, 20 februari 1923 – aldaar, 26 februari 2009) was een Nederlands honkballer.
Geurts maakte zijn debuut als achtervanger in het Nederlands honkbalteam op vijftienjarige leeftijd in 1938. Door de Tweede Wereldoorlog kwam hij nauwelijks in actie voor het team maar daarna zou hij in totaal tot 1960 36 interlands spelen in een periode die 23 jaar omvatte. Geurts kwam uit in de hoofdklasse voor het eerste team van de vereniging Schoten uit Haarlem en behaalde met die club viermaal het Nederlands kampioenschap. In 1957 werd hij uitgeroepen tot Meest Waardevolle Speler van de hoofdklasse. Tussen 1956 en 1960 behaalde hij viermaal met het Nederlands team de Europese titel. In 1956 maakte hij deel uit van de selectie die voor de eerste maal uitkwam tegen het team van de Verenigde Staten en was tevens aanvoerder. Hij speelde samen in een team met beroemde spelers als Roel de Mon, Henk Keulemans en Han Urbanus.
Geurts werd ook bekend door het zogenaamde "bal-incident" uit 1948 met de Amerikaanse ambassadeur
Herman B. Baruch. De ambassadeur was uitgenodigd om de eerste bal te gooien bij de start van het hoofdklasse honkbalseizoen. Baruch gooide de bal naar Geurts die hem vervolgens aanbood aan de bestuursleden van de bond die aanwezig waren. Dezen zeiden dat ze geen interesse in de bal hadden en dat Geurts hem zelf mocht houden. Geurts vroeg daarop of de ambassadeur de bal wilde signeren. Een aantal dagen later veranderden de bondsofficials echter van mening en vroegen de bal terug van Geurts. Deze weigerde echter want hij stelde dat de bond hem had verteld dat hij de bal zelf mocht behouden. Een schandaal ontstond en Geurts besloot naar de ambassade te reizen en vroeg Baruch om een tweede bal te signeren. Hij ging vervolgens naar de voorzitter van het bondsbestuur toe, toonde de man de twee gesigneerde ballen en vroeg hem er een uit te kiezen.
Jaren later werd aan Geurts door de beheerders van het nationale honkbalmuseum gevraagd of hij de betreffende bal zelf nog had. Hij stuurde zijn zoon Tom Geurts naar de zolder toe om te zoeken en de bal werd gevonden. Ironisch genoeg kon de bond hun exemplaar desgevraagd niet meer vinden en dus is er heden ten dage slechts één gesigneerde bal tentoongesteld in het museum.